# Хлодвиг II
Хлодвиг II (на латински: Chlodwig II.; * 634; † ок. 11 октомври 657) e меровингски крал на франките от 20 януари 639 г. до смъртта си.

## Живот
Син е на Дагоберт I († 19 януари 639) и Нантехилда († 642). Полубрат е на извънбрачния и по-голям Зигиберт III (630 – 656).
Хлодвиг II започва на 20 януари 639 г. управлението на Неустрия и Бургундия, а брат му Зигиберт на Австразия. Той е едва на четири години и майка му Нантехилда поема регентството за него заедно с майордом Aega и след неговата смърт († 641) с Ерхиноалд († 658).
Жени се ок. 650 г. за Батилда (* 630; † 30 януари 680; от 860 г. Светия), произлизаща от Англия, която като малко момиче е продадена от викингите в робство във Франкската империя на майордом Ерхиноалд. С нея той има три сина: Хлотар III, Теодорих III и Хилдерих II.
Хлодвиг II умира на 23 години ок. 11 октомври 657 г. Той е погребан като баща си в базиликата Сен Дени.